# Řád Bílého lva za vítězství
Řád Bílého lva za vítězství, celý názvem Československý vojenský řád Bílého lva „Za vítězství“, je československé státní vyznamenání založené v roce 1945 exilovou vládou a potvrzeno 1946. Vznikl z potřeby odměňovat vojáky po druhé světové válce za takový „bojový čin, který měl vzápětí rozhodující vliv na úspěšné provedení bojového úkolu, jednotky, ve které byl zařazen nebo které byl velitelem, případně na úspěšné provedení úkolu jednotek nadřaděných nebo sousedních“, nebo za „velitelský čin takového mimořádného rázu, že byl rozhodující pro úspěch operace vlastní vyšší jednotky“. Řád se nosil před Řádem Bílého lva. Řád se skládal z hvězdy I. a II. třídy, kříže, zlaté a stříbrné medaile, tedy celkem z pěti tříd. Výrobu insignií obstarávaly dvě firmy, londýnský Spink and Son a pražská Karnet a Kyselý.

## Třídy
| Stužky řádu           | Stužky řádu               | Stužky řádu     | Stužky řádu             | Stužky řádu               | Stužky řádu    |
| I. třída zlatá hvězda | II. třída stříbrná hvězda | III. třída kříž | IV. třída zlatá medaile | V. třída stříbrná medaile | samotná stužka |
| --------------------- | ------------------------- | --------------- | ----------------------- | ------------------------- | -------------- |
|                       |                           |                 |                         |                           |                |

## Normy
- nařízení vlády republiky Československé ze dne 9. února 1945, č. 7 Úř. věst. čsl., jímž se zřizuje Československý vojenský řád Bílého lva "Za vítězství"
- vyhláška č. 43/1946 Sb., o platnosti nařízení vlády republiky Československé ze dne 9. února 1945, č. 7 Úř. věst. čsl., jímž se zřizuje Československý vojenský řád Bílého lva "Za vítězství"
- nařízení vlády č. 240/1948 Sb., jímž se mění stanovy Československého vojenského řádu Bílého lva "Za vítězství"